# سمينو (مهاباد)
قرية سمينو (بالكردية: سمێنوو) هي إحدى القرى التابعة لـمنغور الشرقية في ريف قسم خليفان من مقاطعة مهاباد، في محافظة أذربیجان الغربیة الإيرانية.

## السكان
حسب إحصاءات سنة 2006، بلغ إجمالي السكان في سمينو 87 نسمة وعدد المساكن 22 مسكن. لغة سكان سمينو هي اللغة الكردية و هم من أهل السنة والجماعة والمذهب الشافعي.